# John Rojas
John Geronimo Butaud Rojas (ur. 26 października 1995) – guamski zapaśnik walczący w stylu wolnym. Zajął 31 miejsce na mistrzostwach świata w 2018. Mistrz igrzysk mikronezyjskich w 2018. Złoty medalista mistrzostw Oceanii w 2018 i 2024; brązowy w 2017 roku.